# 乌德沃里
乌德沃里，是匈牙利托尔瑙州所辖的一个村，总面积27.65平方公里，总人口415，人口密度15.0人/平方公里（2010年1月1日）。